# Identitet (matematik)
Med en matematisk identitet (även algebraisk identitet) menas att oavsett vilket värde vi tilldelar en variabel kommer den funktion eller formel där variabeln ingår alltid att ha samma värde. Ett exempel på detta är "den trigonometriska ettan":
{\displaystyle \,sin^{2}v+cos^{2}v=1}
Ibland skrivs detta med ett likhetstecken med tre streck för att betona skillnaden. Till exempel betyder f(x) = 0 att funktionen f är noll för detta x medan f(x) ≡ 0 innebär att f är noll för alla x (f säges vara identiskt noll).
När man skriver om ett uttryck på detta sätt kallas det för en omskrivning. Ex:
{\displaystyle \cos ^{2}x={1+cos2x \over 2}}

## Typer av identitet

### Identitetselement
Identitetselement, även kallat Neutralt element eller enhetselement, är tal, element eller enheter som inte förändrar uttrycket något.
Den additiva identiteten för de reella och de komplexa talen är 0, eftersom
{\displaystyle 0+a=a\ }
och
{\displaystyle a+0=a\quad \forall a\in \mathbb {R} }